# Sâm Châu
Sâm Châu (tiếng Trung: 郴州市 bính âm: Chénzhōu Shì, Hán-Việt: Sâm Châu thị) là một địa cấp thị ở khu vực phía nam của tỉnh Hồ Nam, Trung Quốc. Khu vực này có Vạn Hóa Nham (万华岩), Ngũ Cái Sơn (五盖山), Tô Tiên Lĩnh 苏仙岭, và Đông Giang Hồ (东江湖). Sâm Châu có diện tích 19.317 km2, dân số 4.150.000 người.
E113°03′ N25°48′
25°48′B 113°03′Đ / 25,8°B 113,05°Đ

## Hành chính
Sâm Châu quản lí trực tiếp 2 quận, 8 huyện và quản lí đại thể 1 thành phố cấp huyện.
- Quận: Bắc Hồ (北湖区), Tô Tiên (苏仙区)
- Huyện: Quế Dương (桂阳县), Nghi Chương (宜章县), Vĩnh Hưng (永兴县), Gia Hòa (嘉禾县), Lâm Vũ (临武县), Nhữ Thành (汝城县), Quế Đông (桂东县), An Nhân (安仁县)
- Thành phố cấp huyện: Tư Hưng (资兴市)